# 632

## Úmrtí
- 8. červen – Mohamed, prorok islámu (* 570)

## Hlavy států
- Papež – Honorius I. (625–638)
- Sámova říše – Sámo (623–659)
- Byzantská říše – Herakleios (610–641)
- Franská říše
  - Neustrie & Burgundsko – Dagobert I. (629–639)
  - Austrasie – Dagobert I. (623–634) + Ansegisel (majordomus) (629–639)
  - Akvitánsko – (Charibert II. 629–632) » Chilperich Akvitánský (632)
- Chalífát – Abú Bakr (632–634)
- Anglie
  - Wessex – Cynegils (611–643) + Cwichelm (626–636)
  - Essex – Sigeberht I. Malý (617–653)
- První bulharská říše –  Kuvrat (630–641/668)